# Ka (kana)
A hiragana か, katakana カ, Hepburn-átírással: ka, magyaros átírással: ka japán kana. Mindkét írásjegy a 加 kandzsiból származik. A godzsúonban (a kanák sorrendje, kb. „ábécérend”) a hatodik helyen áll. A か Unicode kódja U+304B, az カ kódja U+30AB. A dakutennel módosított alakok (hiragana が, katakana ガ) átírása ga, kiejtése a szó elején [ɡa], szó közepén [ŋa] vagy [ɣa]. Handakutennel (゜) módosított alakja a köznyelvben nem létezik, nyelvészek a [ŋa] szótag leírására használhatják.
|            | Hepburn és magyaros | Hiragana (Unicode) | Katakana    |
| ---------- | ------------------- | ------------------ | ----------- |
| Alapalak   | ka                  | か (U+304B)        | カ (U+30AB) |
| Dakutennel | ga                  | が (U+304C)        | ガ (U+30AC) |

## Vonássorrend
|  |  |
|  |  |